# Sušica (Istok)
Pour les articles homonymes, voir Sušica.
Shushicë en albanais et Sušica en serbe latin (en serbe cyrillique : Сушица) est une localité du Kosovo située dans la commune/municipalité d'Istog/Istok et dans le district de Pejë/Peć. Selon le recensement kosovar de 2011, elle compte 1 533 habitants.

## Démographie

### Évolution historique de la population dans la localité
| 1948  | 1953  | 1961  | 1971  | 1981  | 1991  | 2011  |
| ----- | ----- | ----- | ----- | ----- | ----- | ----- |
| 1 139 | 1 237 | 1 253 | 1 350 | 1 729 | 1 951 | 1 533 |

|  |

### Répartition de la population par nationalités (2011)
En 2011, les Albanais représentaient 99,74 % de la population.